# Conus peasei
Espèce
Conus peasei est une espèce de mollusques gastéropodes marins de la famille des Conidae.
Comme toutes les espèces du genre Conus, ces escargots sont prédateurs et venimeux. Ils sont capables de « piquer » les humains et doivent donc être manipulés avec précaution, voire pas du tout.

## Taxonomie

### Publication originale
L'espèce Conus peasei a été décrite pour la première fois en 1877 par le malacologiste australien John William Brazier (d) dans « Proceedings of the Linnean Society of New South Wales »,.

### Synonymes
- Conus neglectus Pease, 1861 · non accepté
- Lithoconus peasei Brazier, 1877 · non accepté (combinaison originale)